# Blues Deluxe Vol. 2
Blues Deluxe Vol. 2 — шестнадцатый студийный альбом американского блюз-рокового музыканта Джо Бонамассы, изданный 6 октября 2023 года на студиях J&R Adventures и Provogue Records. Песни «I Want to Shout About It», «Twenty-Four Hour Blues», «Well, I Done Got Over It», «Lazy Poker Blues» и «Hope You Realize It (Goodbye Again)» были выпущены в качестве синглов до альбома. Он является преемником оригинального Blues Deluxe, выпущенного 20 годами ранее.

## История
Альбом стал продолжением его студийного альбома 2003 года Blues Deluxe. Продюсируя альбом вместе с Джошем Смитом, Бонамасса хотел увидеть, насколько он продвинулся как музыкант за 20 лет. Смит рассказал, что сразу понял, чего он хочет добиться, — чтобы поклонники услышали «совершенно естественного, расслабленного Джо». Он описал его как «находящегося в моменте и чувствующего полную поддержку». В альбом вошли две оригинальные песни, а также восемь кавер-версий Бобби Блэнда, Fleetwood Mac и Альберта Кинга.

## Отзывы
| Совокупная оценка   | Совокупная оценка |
| Источник            | Оценка            |
| ------------------- | ----------------- |
| Metacritic          | 71/100            |
| Оценки критиков     |                   |
| Источник            | Оценка            |
| American Songwriter | [ 6 ]             |
| Mojo                | [ 7 ]             |
| Uncut               | 6/10              |

По данным агрегатора рецензий Metacritic альбом Unreal Unearth получил «в целом благоприятные отзывы» на основе средневзвешенной оценки 71 из 100 из 5 оценок критиков. Хэл Хоровиц из American Songwriter написал, что Бонамасса «явно любит эти песни, исполняя их с классом и огнём. Гитарные соло держатся в узде, пронзая насквозь без излишней вспышки, за которую его критиковали». Uncut назвал альбом «верным и трепетным» с «явными признаками индивидуальности Джо», а Mojo нашёл песни «довольно ровными, но затем он, конечно, вставляет своё фирменное соло „больше — значит больше“, все мускулы и интенсивность в стиле Bluesbreakers — Cream эпохи Эрика Клэптона».

## Список композиций
| №                   | Название                                                   | Автор(ы)                                          | Оригинальный исполнитель         | Длительность |
| ------------------- | ---------------------------------------------------------- | ------------------------------------------------- | -------------------------------- | ------------ |
| 1.                  | «Twenty-Four Hour Blues»                                   | Steve Barri Harvey Price Dan Walsh                | Bobby Bland                      | 4:32         |
| 2.                  | «It's Hard But It's Fair»                                  | Robert Parker                                     | Bobby Parker                     | 3:15         |
| 3.                  | «Well, I Done Got Over It»                                 | Eddie Jones                                       | Guitar Slim                      | 2:54         |
| 4.                  | «I Want to Shout About It»                                 | Steve Gomes Ronald Horvath                        | Ronnie Earl and the Broadcasters | 4:12         |
| 5.                  | «Win-O»                                                    | Connie Crayton                                    | Pee Wee Crayton                  | 5:29         |
| 6.                  | «Hope You Realize It (Goodbye Again)»                      | Joe Bonamassa Tom Hambridge                       | Original                         | 3:58         |
| 7.                  | «Lazy Poker Blues»                                         | Clifford Adams Peter Green                        | Fleetwood Mac                    | 3:17         |
| 8.                  | «You Sure Drive a Hard Bargain»                            | Bettye Crutcher Allen Jones                       | Albert King                      | 3:59         |
| 9.                  | «The Truth Hurts» (featuring Josh Smith and Kirk Fletcher) | Bob Greenlee Ernie Lancaster Kenny Neal Jim Payne | Kenny Neal                       | 4:35         |
| 10.                 | «Is It Safe to Go Home»                                    | Josh Smith                                        | Original                         | 6:22         |
| Общая длительность: | Общая длительность:                                        | Общая длительность:                               | Общая длительность:              | 42:33        |

## Чарты
| Чарт (2023)                                  | Высшая позиция |
| -------------------------------------------- | -------------- |
| Австрия (Ö3 Austria)                         | 7              |
| Бельгия/Фландрия (Ultratop)                  | 27             |
| Бельгия/Валлония (Ultratop)                  | 48             |
| Нидерланды (Album Top 100)                   | 9              |
| Франция (SNEP)                               | 86             |
| Германия (Offizielle Top 100)                | 7              |
| 11                                           |                |
| Шотландия (Scottish Albums Chart)            | 6              |
| Швейцария (Schweizer Hitparade)              | 6              |
| Великобритания (UK Albums Chart)             | 77             |
| Великобритания (UK Independent Albums Chart) | 6              |